# Église d'Askainen
 (février 2024).
 (février 2024).
L'église d'Askainen (en finnois : Askaisten kirkko) est une église luthérienne située dans le quartier Askainen de la commune de Masku en Finlande.

## Description
L'église est construite en pierres est de style néoclassique est construite en 1653 à la demande du gouverneur général Herman Klasson Fleming
Herman Fleming est le propriétaire du manoir de Louhisaari.
Le clocher séparé, dont la base est en pierres, est construit sous la direction de Mikael Piimänen en 1779.
La tombe de la famille Mannerheim se trouve dans le cimetière attenant à l’église.
En 2009, la Direction des musées de Finlande a classé l'Église d'Askainen et le manoir de Louhisaari parmi les sites culturels construits d'intérêt national.

### Source
- (fi) « Kohde id:200943 Askaisten kirkko », Museovirasto (consulté le 11 février 2014).